# كلوانيات
 الكلوانيات هي أصنوفة كبيرة من ثنائيات التناظر تضم ثانويات الفم وأوليات الفم. وهي أصنوفة شقيقة للاجوفيات الشكل الغريبة. يتم تقسيم معظم الحيوانات ثانوية الفم إلى مجموعتين ثانويات الفم وأوليات الفم. الحبليات (التي تشمل جميع الفقاريات) هي من ثانويات الفم. يبدو من المرجح جدا أن الكمبريلة البالغة من العمر 555 مليون سنة كانت عضوا في أوليات الفم. إذا كان الأمر كذلك، فهذا يعني أن أنساب أوليات الفم وثانويات الفم يجب أن تكون قد انقسمت بعض الوقت قبل أن تظهر الكمبريلة - قبل 558 مليون سنة على الأقل، وبالتالي قبل بداية العام الكمبري قبل 541 مليون سنة.

## التصنيف
- فوق شعبة ثانويات الفم
  - الحبليات
  - نصف حبليات
  - شوكيات الجلد
  - "قنابيات الحركة"
- أوليات الفم
  - فوق شعبة الانسلاخيات
    - متحركات الخطم
    - حاملات الدروع المصفحات
    - قضيبيات
    - الديدان الأسطوانية
    - ديدان شعرية
    - حاملات المخالب
    - بطيئات المشية
    - مفصليات الأرجل

  - فوق شعبة المنبسطات
    - الديدان المسطحة
    - شعريات البطن
    - الدوارات
    - شائكات الرؤوس
    - ديدان فكية
    - فكيات دقيقة
    - حاملات العجل

  - فوق شعبة العجلانيات العرفية
    - ديدان الفستق
    - الهيوليثانية †
    - ديدان خرطومية
    - الديدان الحدوية
    - مرجانيات
    - داخليات الشرج
    - ذراعيات الأرجل
    - الرخويات
    - الديدان الحلقية

  - الديدان السهمية